# 中央大学大学院理工学研究科・理工学部

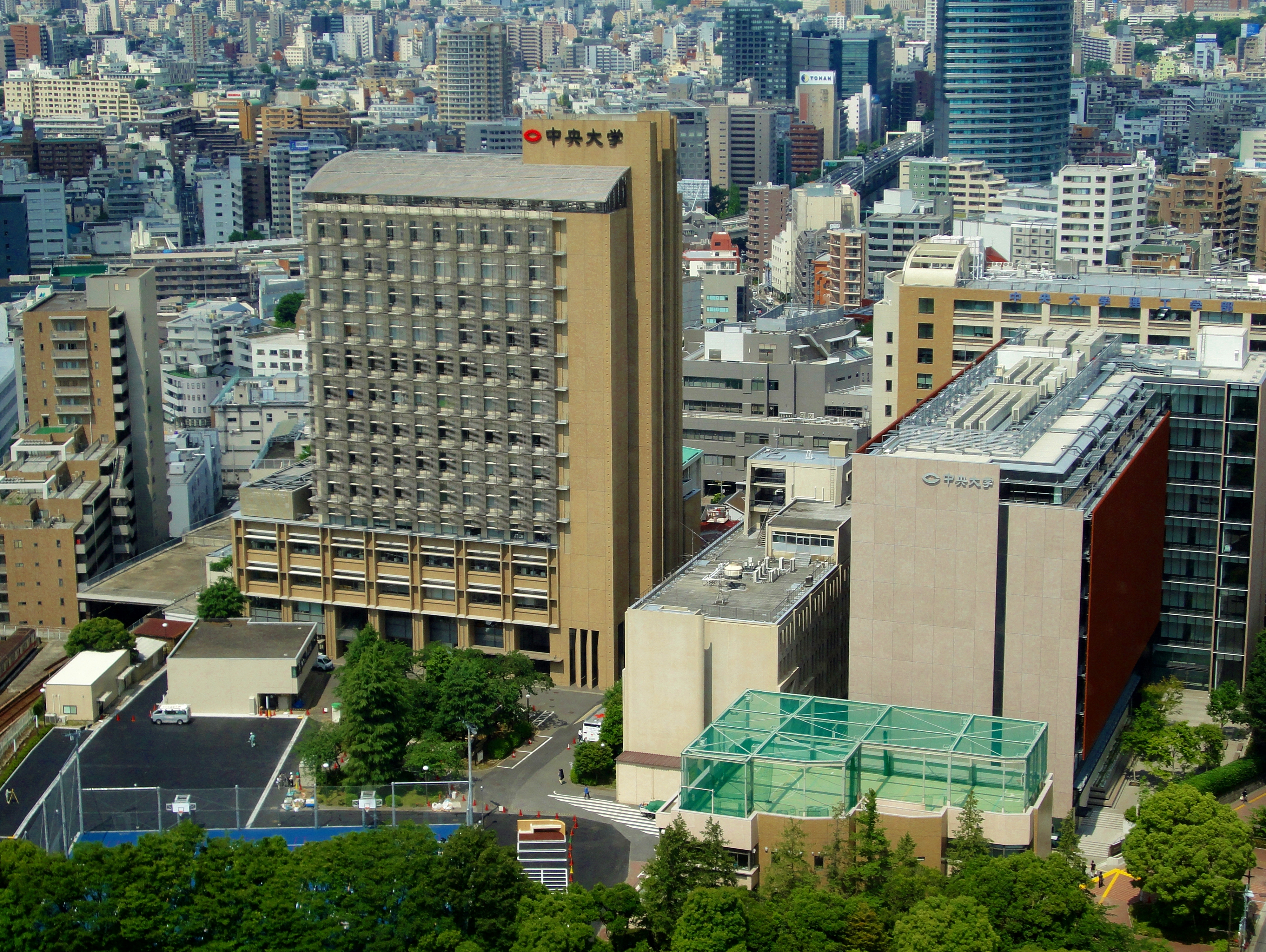
中央大学後楽園キャンパス

中央大学理工学部（ちゅうおうだいがく りこうがくぶ）は、中央大学が設置する理工学部。
中央大学大学院理工学研究科（ちゅうおうだいがくだいがくいん りこうがくけんきゅうか）は、中央大学が設置する大学院理工学研究科。
略称は、中央理工、中央理工学部。

## 概説
中央大学理工学部は、後楽園キャンパスに本部を置いており、1944年に設置された中央工業専門学校が起源となっている。
1949年に新制大学として認可された時に、中央大学で4番目の学部として「中央大学工学部」が誕生し、4つの学科（土木工学科、精密工学科、電気工学科、工業化学科）が設置された。
1962年（昭和37年）、中央大学工学部は中央大学理工学部に改組され、新たに数学科、物理学科、管理工学科が増設された。
現在、中央大学理工学部は、数学科、物理学科、都市環境学科、精密機械工学科、電気電子情報通信工学科、応用化学科、ビジネスデータサイエンス学科、情報工学科、生命科学科、人間総合理工学科、の10学科を置いている。
中央大学理工学部では、中央大学の建学の精神「實地應用ノ素ヲ養フ」を反映して、社会で活用できる生きた知識、問題解決力、創造力、専門性などを身につける教育が実施される。さらに、新たにアントレプレナーシップ関連の科目群を設置し、起業家精神を持ち合わせ、真にグローバルに活躍できる人材の育成を目指している。
2021年には、「AI・データサイエンス全学プログラム」がスタートし、中央大学理工学部の独自の科目も加え、ビジネスデータサイエンス学科を中心とした専門家による「AI・データサイエンス教育」が実施される。
中央大学大学院理工学研究科には、数学専攻、物理学専攻、都市人間環境学専攻、精密工学専攻、電気電子情報通信工学専攻、応用化学専攻、経営システム工学専攻、情報工学専攻、生命科学専攻の9専攻と、博士後期課程単独の電気・情報系専攻が設置され、基礎科学、工学、文理融合分野に広くまたがって、一流の研究者や優秀な大学院生により最先端の研究が行われる。

## 沿革
- 1944年（昭和19年） - 中央工業専門学校の設立認可。機械科と航空機科（第二次大戦後、工業物理科）
- 1949年（昭和24年） - 新制大学の発足。工学部新設（土木工学科、精密工学科、電気工学科、工業化学科）、中央工業専門学校の廃止
- 1950年（昭和25年） - 工学部2部（土木工学科、精密機械科、電気工学科、工業化学科）設置認可
- 1951年（昭和26年） - 文京区小石川2丁目に校地8229坪を購入→現在の中央理工学部となる。工学部4学科をお茶の水校舎に移転
- 1953年（昭和28年） - 文京区小石川に5187坪、旧日本発送電社屋2809坪、購入。大学院修士課程工学研究科土木工学専攻のスタート
- 1954年（昭和29年） - 後楽園校舎図書館完成
- 1955年（昭和30年） - 大学院博士課程工学研究科土木工学専攻、大学院修士課程工学研究科精密工学、電気工学、工業化学専攻の設置認可
- 1962年（昭和37年） - 工学部を理工学部に改組、数学科、物理学科、管理工学科を増設
- 1963年（昭和38年） - 中央大学理工学部の新校舎落成式
- 1967年（昭和42年） - 学生が授業料値上げ反対のストライキを起こす
- 1969年（昭和44年） - 機動隊を導入、駿河校舎の封鎖解除、卒業式の中止、理工学部にバリケード構築
- 1992年（平成04年） - 情報工学科の発足、中央大学理工学研究所の設置
- 1997年（平成09年） - 文部省が理工学研究所を「私立大学ハイテクリサーチセンター」に選定
- 1999年（平成11年） - 中央大学研究開発機構を設置、理工学部管理工学科を経営システム工学科に改称、理工学部創立50周年記念式典を挙行
- 2003年（平成15年） - 後楽園キャンパス新3号館の竣工
- 2007年（平成19年） - 大学院理工学研究科、情報セキュリティ科学専攻を設置
- 2008年（平成20年） - 理工学部に生命科学科を設置
- 2009年（平成21年） - 理工学部土木工学科を都市環境学科に改称
- 2013年（平成25年） - 理工学部に人間総合理工学科を設置
- 2019年（令和元年） - 理工学部70周年の記念イベント、記念式典を開催
- 2021年（令和  3年） - 理工学部経営システム工学科をビジネスデータサイエンス学科に改称

## 組織
学部
理工学部
- 数学科
- 物理学科
- 都市環境学科
- 精密機械工学科
- 電気電子情報通信工学科
- 応用化学科
- ビジネスデータサイエンス学科
- 情報工学科
- 生命科学科
- 人間総合理工学科

大学院
理工学研究科
- 数学専攻
- 物理学専攻
- 都市人間環境学専攻
  - 前期課程のコース
    - 「都市・国土」コース
    - 「環境」コース
    - 「人間」コース
    - 「国際水環境」コース
- 精密工学専攻
- 電気電子情報通信工学専攻
- 応用化学専攻
- ビジネスデータサイエンス専攻
- 情報工学専攻
- 生命科学専攻
- 情報セキュリティ科学専攻 - 博士後期課程のみ
- 電気・情報系専攻 - 博士後期課程のみ
- 電気・情報系の博士後期課程3専攻（電気電子情報通信工学専攻、情報工学専攻、情報セキュリティ科学専攻）を統合し、2017年4月開設。

副専攻
- 環境・生命副専攻
- データ科学・アクチュアリー副専攻
- ナノテクノロジー副専攻
- 電子社会・情報セキュリティ副専攻
- 感性ロボティクス副専攻

## 理工学部長・理工学研究科委員長
- 梅田 和昇

## 附属機関
- 中央大学理工学研究所
- 中央大学研究開発機構

## 交通アクセス
後楽園キャンパス
所在地：東京都文京区春日1-13-27
- 東京メトロ丸ノ内線・東京メトロ南北線「後楽園駅」徒歩約5分
- 都営地下鉄三田線・都営地下鉄大江戸線「春日駅」徒歩約6分
- 東日本旅客鉄道（JR東日本）中央・総武線「水道橋駅」徒歩約12分
- 東日本旅客鉄道（JR東日本）中央・総武線「飯田橋駅」徒歩約17分

## 著名な出身者
- 奥村太加典 - 奥村組代表取締役社長
- 塚原由紀夫  - 三愛石油社長
- 砂田敬之 - 富士通Japan株式会社代表取締役社長
- 宮内直孝 - 日本製鋼所代表取締役社長
- 阿部寛 - 俳優
- 桐田伶音 - アイドル
- 銀座ポップ - お笑い芸人
- Nakajin - ミュージシャン。ロックバンド・SEKAI NO OWARIのメンバー
- 徳永直紀 - 元ルノーF1テクニカルディレクター